# Колкасрагс
Ко́лкасрагс (также Ко́лкасраг или Колка, устар. Домеснес; латыш. Kolkasrags, лив. Kūolka nanā) — мыс, расположенный у крайней северной оконечности Курземского полуострова в историко-географической области Курземе, в Дундагском крае Латвии. Занимает стратегическое положение у входа в Рижский залив Балтийского моря, на территории Ливского берега. От острова Сааремаа (Эстония) мыс отделяет Ирбенский пролив. Название в переводе с ливского означает «острый угол» (по форме мыса).

## География

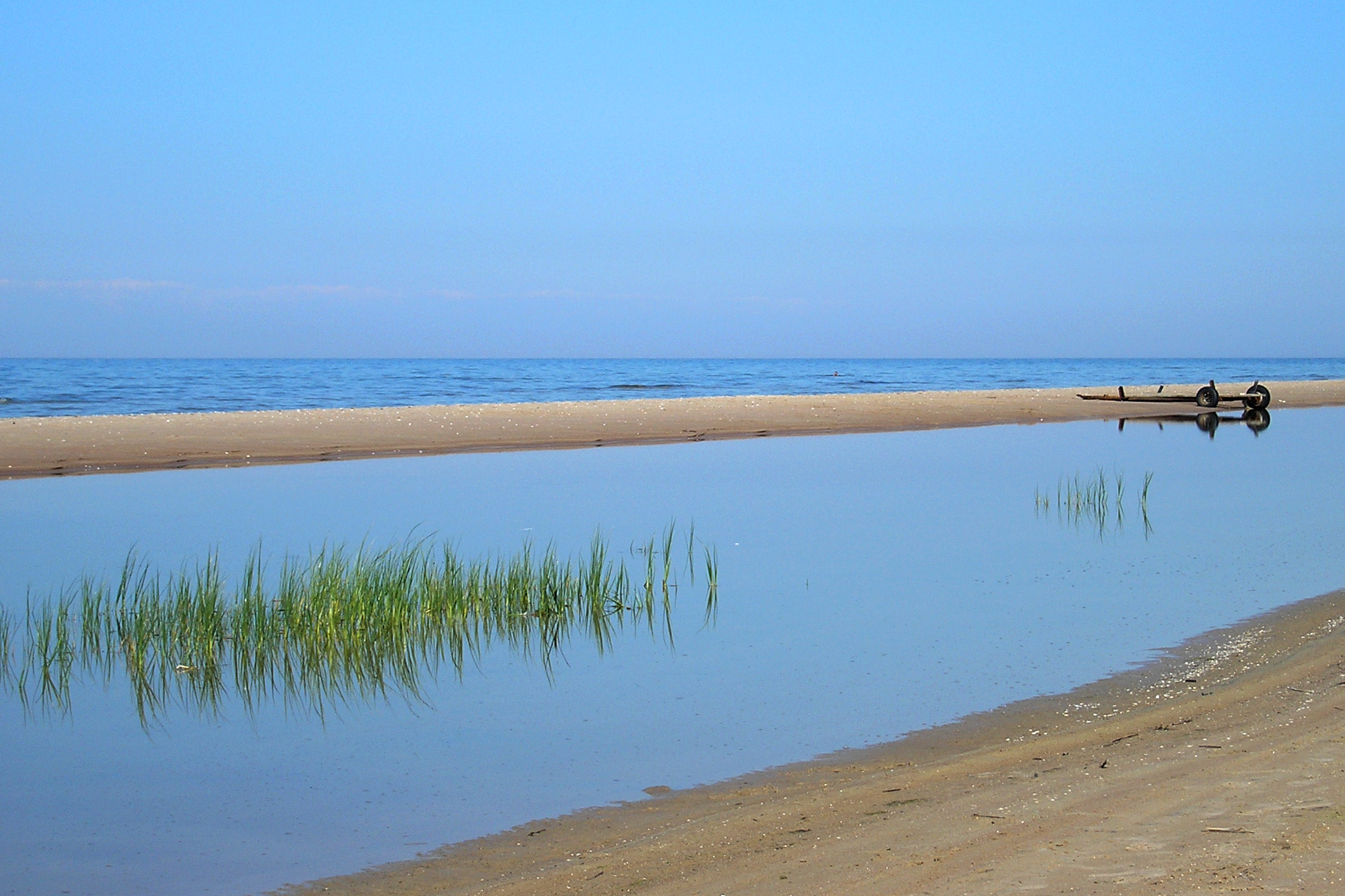
Море в районе мыса

Длина мыса — около 6,5 км, высота над уровнем моря — около 2 м. Климат в районе мыса — умеренный морской. Во времена Российской империи мыс располагался на территории Виндавского уезда Курляндской губернии, прямо напротив острова Эзель (ныне Сааремаа). Из-за течений и штормов у северной оконечности Курляндии в районе мыса образовался очень опасный для плавания песчаный риф, направляющийся к ССВ (7 верст). В древние времена здесь поддерживались большие костры для предупреждения моряков. В 1875 г. здесь были установлены 2 маяка (один из них высотой 21 метр), а в конце рифа — 3-й плавучий.

## Этнография
Помимо важного географического значения, в средние века и новое время, мыс Домеснес стал местом концентрации вымирающей финно-угорской народности ливов (см. также ливский язык), которые были в основном ассимилированы пришедшими с юга в VI—VIII веках балтийскими племенами, на основе которых сформировался латышский этнос. С давних времён в районе мыса располагались селения ливов, в середине XX века ливов насчитывалось около 150 человек, ныне остаётся около 50. Недалеко от мыса, в селе Колка расположены православная церковь и лютеранская кирха, построенные в XIX веке.
В 1991—1992 гг. правительство Латвии включило мыс, а также близлежащие 12 населённых пунктов, в которых традиционно проживали ливы, в состав этнокультурной области-заповедника Ливский берег с целью сохранения данной народности. Наиболее интересные древние поселения включают Вайде, Саунагс, Питрагс, Кошрагс и Сикрагс. Старинные деревянные дома в наши дни используются в основном как дачи.
Традиционное занятие ливского населения — рыболовство.

## Любопытные факты и историческое значение
- Мыс впервые упоминается в 1000 году. Рунический камень Мервалла повествует о путешествии викингов в Земгалию вокруг мыса Домеснес.
- В XII веке архиепископ Роскилле Абсалон окрестил некоторых жителей Колки.
- Во время Первой мировой войны в районе Домеснеса велись активные боевые действия. Осенью 1915 года российский броненосец «Слава» под командованием капитана 1-го ранга В. В. Ковалевского неоднократно поддерживал огнём сухопутные войска на побережье Рижского залива. 9 (22) октября 1915 года у мыса Домеснес был успешно высажен тактический десант российских войск в тылу германских войск, операцией руководил капитан 1-го ранга А. В. Колчак (будущий лидер Белого движения, Верховный правитель России).
- В 1917 году в связи с захватом немцами Курляндского берега, российские моряки выставили большое минное заграждение у мыса Домеснес.
- На мысе Колка находятся руины старого маяка (вероятно, обломки его каменного основания), разрушенного осенью 1941 г. К началу Великой Отечественной войны существовал одноимённый маяк в виде четырёхугольной башни с белым проблесковым огнём.
- На мысе Колка был воздвигнут памятник ”Утнесённым морем“, работы латвийского скульптора Гиртса Бурвиса.